# Francisco de Miranda (Bezirk)
Der Bezirk (Municipio) Francisco de Miranda ist einer von 15 Bezirken des Bundesstaats Guárico im Zentrum Venezuelas. Die Hauptstadt ist Calabozo.

## Wirtschaft
Die Bevölkerung lebt vorwiegend von der Landwirtschaft und Viehzucht. 